# 氮杂双烯狄尔斯–阿尔德反应
氮杂双烯狄尔斯–阿尔德反应（英語：azadiene Diels–Alder reaction或aza-Diels–Alder reaction）是利用亚胺与双烯合成四氢吡啶类物质的环加成反应。这种有机化学反应是狄尔斯–阿尔德反应的变种，氮原子取代了原反应中双烯或双烯亲和物中亚甲基或次甲基。此反应反应物中的亚胺往往是由胺和甲醛在原位（in situ）产生的，比如环戊二烯与苯甲胺生成氮杂降冰片烯的反应，反应过程如下图所示：
在苯胺类物质的对映选择性氮杂双烯狄尔斯–阿尔德反应中，即使双烯被修饰掩蔽，在甲醛水溶液里(S)-脯氨酸（或其衍生物）的催化下也能与α,β-不饱和环酮及芳胺发生反应。
如右图所示，(S)-脯氨酸催化对映选择性氮杂双烯狄尔斯–阿尔德反应的催化循环从芳香胺与甲醛产生亚胺开始。在反应的第一步中，酮与脯氨酸脱水缩合产生的氮杂双烯和生成的亚胺结合。反应的第二步是内型-平面型体系环化反应（endo-trig cyclisation），因为亚胺中的氮原子与脯氨酸残基中羧基si-面（si-face）上的氢原子间形成了氢键，所以只会产生两种可能的对映异构体之一（99%ee）。反应进入第三步后，第二步产生的有机化合物发生水解，得到产物与脯氨酸，脯氨酸作为催化剂再次进入循环。
有研究发现大量发生在各种亚胺与丹尼谢夫斯基双烯（Danishefsky's diene）间的的氮杂双烯狄尔斯–阿尔德反应能由咪唑盐催化，并拥有较高产率。其反应过程如下图所示：